# Francesco Vito
Francesco Maria Gerardo Vito (Pignataro Maggiore, 21 ottobre 1902 – Milano, 6 aprile 1968) è stato un economista italiano.

## Biografia
Francesco Maria Gerardo Vito nasce il 21 ottobre 1902 a Pignataro Maggiore, provincia di Caserta, da Federico e Rosina De Vita.

Nel 1925 si laurea in Giurisprudenza presso l'Università degli Studi di Napoli Federico II, nel 1926 in Scienze economiche, politiche e sociali e nel 1928 in Filosofia. Tra il 1929 e il 1934 perfeziona gli studi presso le scuole e le università di Monaco di Baviera, Berlino, Londra, New York (Columbia University) e Chicago.

Nel 1935 ottiene la cattedra di Economia politica presso la Facoltà di Scienze politiche dell'Università Cattolica del Sacro Cuore di Milano, che manterrà sino alla morte. Dal 1940 fino alla morte tiene anche corsi di Economia generale, Economia politica ed Economia industriale presso il Politecnico di Milano. Nel 1959, dopo la morte di padre Agostino Gemelli diviene rettore dell'Università Cattolica, carica che mantiene sino al 1965, e porta a termine l'istituzione della nuova Facoltà di Medicina di Roma. 

Morì a Milano il 6 aprile 1968, durante una riunione del consiglio d'amministrazione dell'Università Cattolica.

## Scritti
Nella sua quarantennale carriera accademica, il professor Vito produsse un elevato numero di scritti: la bibliografia redatta all'interno del volume Francesco Vito - Attualità di un economista politico (Milano, Vita e Pensiero, 2003), curato da Daniela Parisi e Claudia Rotondi, occupa 42 pagine. Le opere ivi elencate non sono numerate, quindi non si ha una immediata contezza sulla quantità dei lavori eseguiti.

Tra il 1925 ed il 1968, si possono comunque contare oltre cinquecento scritti per oltre ventimila pagine. Questi lavori, tutti o quasi di contenuto economico, sono stati pubblicati in trentacinque libri scritti dal professor Vito stesso, in circa settantacinque libri con autori vari, in diverse riviste italiane, tra le quali la Rivista Internazionale di Scienze Sociali, ed estere.
Tra gli scritti particolarmente degni di nota troviamo la "triade" di economia politica con: Introduzione, Il prezzo e la distribuzione e La moneta, il credito e i sistemi monetari attuali che hanno avuto, rispettivamente, quindici, sedici e quattordici edizioni.
Francesco Vito dedicò, inoltre, particolare attenzione alle encicliche, con ben trentacinque lavori, tra le quali  Mater et Magistra, Rerum Novarum , Pacem in Terris, Populorum Progressio ed Ecclesiam Suam. Dedicò oltre venticinque trattazioni ai vari discorsi dei pontefici.
Come conferenziere, i suoi molteplici interventi furono stampati in oltre ottanta occasioni, ove, le più numerose, con circa venti pubblicazioni, furono quelle dedicate alla "Settimana Sociale dei Cattolici Italiani" della quale fu presidente del Comitato permanente. La stampa, invece, ospitò interventi del professore solo con il Giornale del Levante di Bari, in due occasioni, e con L'Osservatore Romano.

## Opere
- I sindacati industriali, Milano, Vita e Pensiero, 1930.
- La riforma sociale secondo la dottrina cattolica, Milano, Società editrice Vita e Pensiero, 1945.
- Le fluttuazioni cicliche: appunti delle lezioni di economia politica, Milano, Società editrice Vita e Pensiero, 1945.
- La economía al servicio del hombre: nuevas orientaciones de la política económica y social, Barcelona-Buenos Aires, Argos, 1950.
- I problemi dello sviluppo economico con particolare riguardo alla aree arretrate, Milano, Società editrice Vita e Pensiero, 1956.
- Il Consiglio nazionale dell'economia e del lavoro e il suo significato politico-economico, Milano, Società editrice Vita e Pensiero, 1958.
- Università e società. Scritti di Francesco Vito, (postumo), Milano, Società editrice Vita e Pensiero, 1970.